# Stomatosuchidae
Stomatosuchidae — викопна родина неосухієвих крокодиломорфів. Він визначається як найбільш комплексна клада, що містить Stomatosuchus inermis, але не містить Notosuchus terrestris, Simosuchus clarki, Araripesuchus gomesii, Baurusuchus pachecoi, Peirosaurus torminni, Crocodylus niloticus. Відомо, що два роди належать до Stomatosuchidae: Stomatosuchus, типовий рід, і Laganosuchus. Скам'янілості були знайдені в Єгипті, Марокко та Нігері. Обидва жили під час сеноманського періоду пізньої крейди. Черепа стоматозухид вважаються пластинчастими, тому що вони мають незвичайно сплощені, подовжені черепи у формі качки з U-подібними щелепами. Це подібно до того, що спостерігається у «неттозухідних» Mourasuchus, які не є тісно пов’язаними зі стоматозухідними, оскільки це більш похідний алігатороїд, який існував у міоцені.
На відміну від Mourasuchus, Stomatosuchidae мають щелепи, які менш сильно зігнуті. Крім того, суглобова кістка на задньому кінці щелепи округлена, а не чашоподібна, а ретрозигапофіз (англ. retroarticular process) прямий, а не дорсально вигнутий, як у Mourasuchus та інших сучасних крокодилів.
Рід Aegyptosuchus колись вважався членом Stomatosuchidae, але тепер він поміщений у власну родину Aegyptosuchidae.